# Eskilsø Kloster

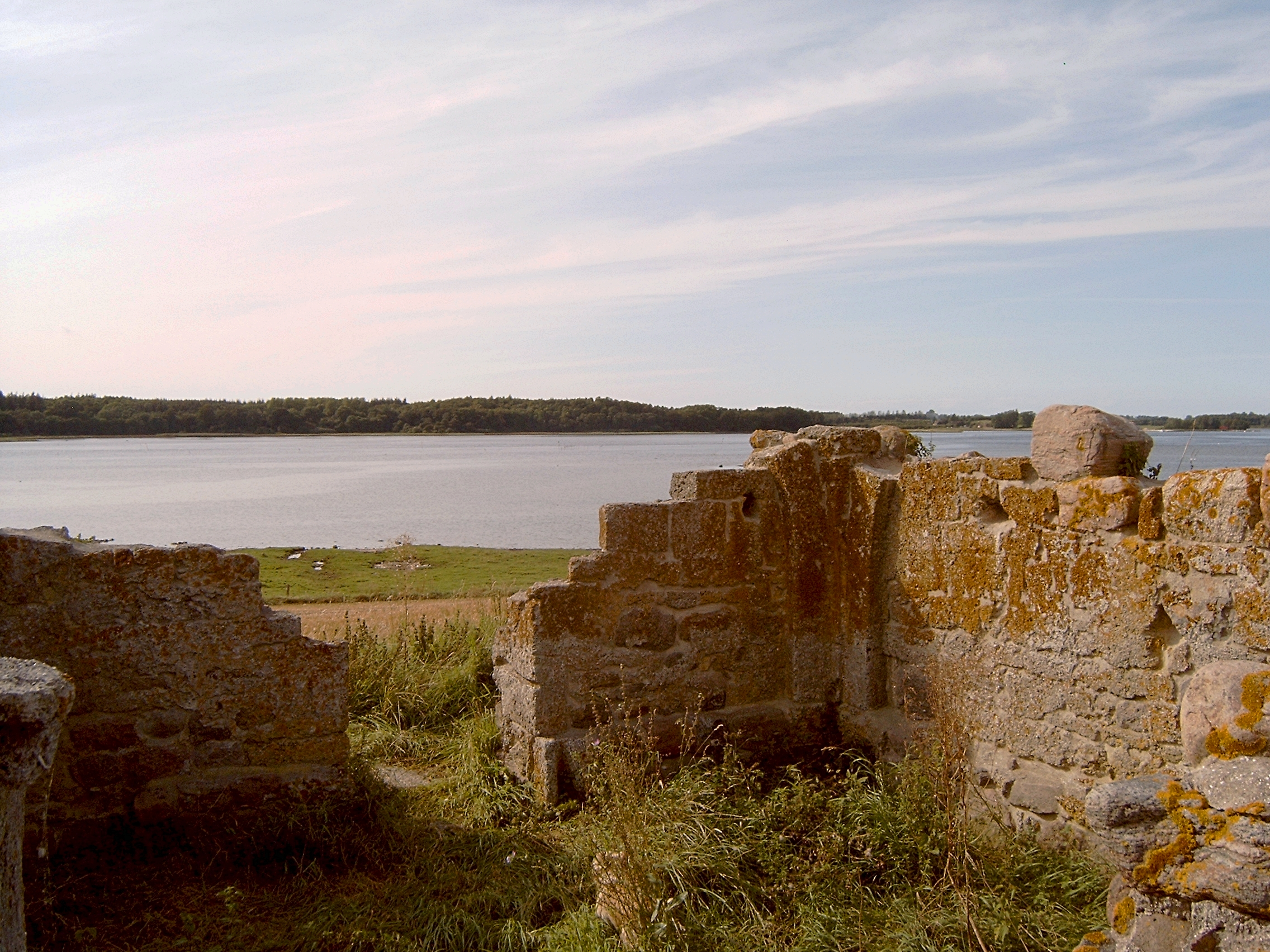
Eskilsø klosters ruiner med Roskildefjorden i bakgrunden.

Eskilsø Kloster var en kloster inom Augustinorden för regulärkaniker på Eskilsø i Roskilde stift, Danmark.
Dess tidigaste historia är höljd i dunkel. Det reformerades genom biskop Absalon, som inkallade den franske kaniken Vilhelm 1161, vilken blev abbot i Eskilsø. Klostret flyttades före 1177 till Æbelholt.